# تقارب متسلسلة فورييه
في الرياضيات، مسألة تقارب متسلسلة فورييه المتعلقة بدالة دورية نحو دالة ما، هي مسألة يبحث عنها في إطار مجال من الرياضيات البحتة يدعى التحليل التناسقي الكلاسيكي.